# Elezioni generali in Perù del 1963
Le elezioni generali in Perù del 1963 si tennero il 9 giugno per l'elezione del Presidente e il rinnovo del Congresso della Repubblica.
Le consultazioni ebbero luogo dopo che l'annullamento delle elezioni generali del 1962, avvenuto in seguito ad un colpo di Stato militare.
Le elezioni presidenziali videro la vittoria di Fernando Belaúnde Terry; questi sarebbe stato destituito nel 1968, allorché si insediò una nuova giunta militare guidata da Juan Velasco Alvarado.

## Risultati

### Elezioni presidenziali
| Candidati                    | Partiti                                    | Voti      | %     |
| ---------------------------- | ------------------------------------------ | --------- | ----- |
| Fernando Belaúnde Terry      | Azione Popolare                            | 708 662   | 39,05 |
| Víctor Raúl Haya de la Torre | Alleanza Popolare Rivoluzionaria Americana | 623 501   | 34,36 |
| Manuel A Odría               | Unione Nazionale Odriista                  | 463 085   | 25,52 |
| Mario Samamé Boggio          | Unione del Popolo Peruviano                | 19 320    | 1,06  |
| Totale                       | Totale                                     | 1 814 568 | 100   |

### Elezioni parlamentari

#### Camera dei deputati
| Liste                                           | Voti      | %     | Seggi |
| ----------------------------------------------- | --------- | ----- | ----- |
| Azione Popolare - Partito Democratico Cristiano | 646 513   | 35,06 | 50    |
| Alleanza Popolare Rivoluzionaria Americana      | 639 721   | 34,69 | 57    |
| Unione Nazionale Odriista                       | 442 128   | 23,98 | 26    |
| Unione del Popolo Peruviano                     | 24 520    | 1,33  | –     |
| Indipendenti                                    | 91 175    | 4,94  | 7     |
| Totale                                          | 1 844 057 | 100   | 140   |